# Список объектов всемирного наследия ЮНЕСКО на Доминике
В спи́ске объе́ктов Всеми́рного насле́дия ЮНЕ́СКО на Доминике значится 1 наименование (на 2012 год), это составляет 0,1 % от общего числа (1248 на 2025 год). Объект включен в список по природным критериям.
Объект на территории Доминики был занесён в список в 1997 году на 21-й сессии Комитета всемирного наследия ЮНЕСКО. По состоянию на 2018 год 3 объекта находятся в числе кандидатов на включение в список всемирного наследия.

## Список
| # | Изображение | Название                                                           | Местоположение | Время создания | Год внесения в список | №   | Критерии |
| - | ----------- | ------------------------------------------------------------------ | -------------- | -------------- | --------------------- | --- | -------- |
| 1 |             | Национальный парк Морн-Труа-Питон Morne Trois Pitons National Park | Доминика       | 1975           | 1997                  | 814 | viii, x  |

## Предварительный список
| # | Изображение | Название                                                                        | Местоположение | Время создания | Год внесения в список | №    | Критерии |
| - | ----------- | ------------------------------------------------------------------------------- | -------------- | -------------- | --------------------- | ---- | -------- |
| 1 |             | Форт Ширли англ. Fort Shirley                                                   | Доминика       | XVIII век      | 2015                  | 6020 | ii, iv   |
| 2 |             | Национальный парк Морн-Дьяблотен англ. Morne Diablotin National Park            | Доминика       | —              | 2015                  | 6021 | vii, x   |
| 3 |             | Морской резерват Суфриер-Скоттс-Хэд англ. Soufriere-Scott’s Head Marine Reserve | Доминика       | —              | 2015                  | 6022 | vii, x   |